# Pasang Lhamu Sherpa

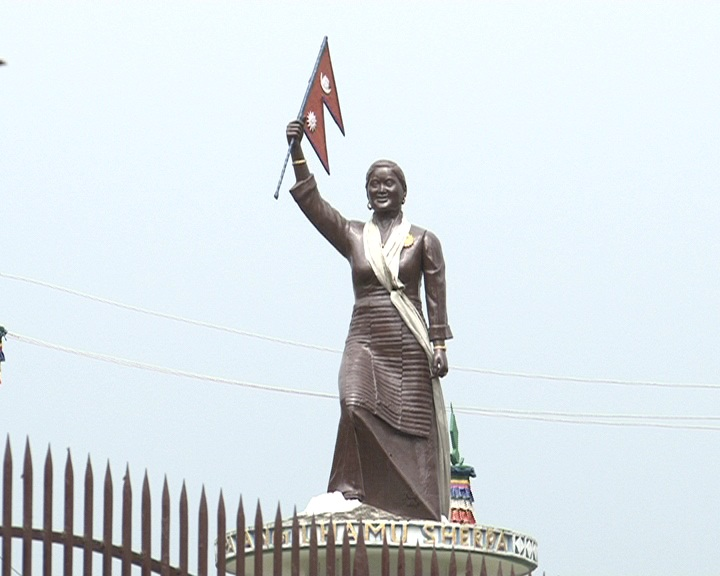
Statue von Pasang Lhamu

Pasang Lhamu Sherpa (* 10. Dezember 1961 in Surke; † 22. April 1993 am Mount Everest) war eine nepalesische Bergsteigerin vom Volk der Sherpa und die erste nepalesische Frau, die auf dem Mount Everest stand.

## Leben
Pasang Lhamu Sherpa wurde in eine Familie von Sherpas geboren. Sie wollte die Tradition des Bergsteigens weiterführen. Ihre Familie war aber dagegen, da es zu der Zeit noch keine Frauen in dieser Branche gab. Für sie war eine arrangierte Ehe und ein Leben als Ehefrau vorgesehen. 1979 heiratete sie schließlich Lhakpa Sonam Sherpa und floh nach Kathmandu, um sich dort ihren Traum vom Bergsteigen zu erfüllen. Zusammen eröffneten sie das Trekkingunternehmen Thamserku Expedition, das auch heute noch eine führende Bergsteigeragentur ist. Somit konnte sie ihrer Leidenschaft für das Bergsteigen nachgehen. Sie bestieg als erste nepalesische Frau den Mont Blanc, den Yala Peak, den Pisang Peak und den Cho Oyu.
Sie benötigte vier Versuche, um den Mount Everest zu besteigen. 1990 schloss sie sich einer französischen Expedition an. Die Expedition war zwar erfolgreich, allerdings ohne Pasang Lhamu, da sie nach Anweisung des Expeditionsführers unterhalb des Gipfels bleiben musste. Im Herbst 1991 organisierte sie mit ihrem Ehemann und anderen Sherpas eine eigene Expedition. Einige Meter vor dem Gipfel mussten sie wegen eines Schneesturms aufgeben. Ebenso erging es ihr an ihrem dritten Versuch ein Jahr später. Erst am 22. April 1993 erreichte sie den Gipfel über den Südostgrat. Sie war damit die erste nepalesische Frau, die den Mount Everest bezwungen hatte. Aufgrund schlechter Wetterbedingungen verlor sie beim Abstieg ihr Leben. Die Expedition wurde von Nepalesen mit Interesse mitverfolgt. Pasang Lhamu prägte mit ihrem Erfolg das nepalesische Bergsteigen und inspirierte nepalesische Frauen, ebenfalls ihrer Leidenschaft des Bergsteigens nachzugehen.
2018 erschien der Dokumentarfilm The Glass Ceiling, welcher den Kampf von Pasang Lhamu für das Recht von Frauen, den Everest zu besteigen, erzählt.

## Ehrungen
Sie war die erste Frau, die vom nepalesischen König mit dem „Nepal Tara“ ausgezeichnet wurde. Zum Gedenken an ihre Leistung wurde eine Statue von ihr errichtet. Zudem wurde eine Briefmarke in ihrem Namen herausgegeben. Die nepalesische Regierung benannte den Jasamba in Pasang Lhamu Chuli um. In Jhapa im Osten Nepals wurde die Pasang Lhamu Memorial Hall errichtet und das Landwirtschaftsministerium benannte eine spezielle Weizensorte Pasang Lhamu-Weizen. Außerdem erhielt die 117 km lange Straße von Trishuli nach Dunche den Namen Pasang Lhamu Highway. Am 29. Juli 2024 wurde ein Mondkrater nach ihr benannt: Mondkrater Lhamu.

## Pasang Lhamu Mountaineering Foundation
1993 wurde die Nichtregierungsorganisation Pasang Lhamu Mountaineering Foundation in ihrem Namen gegründet. Ziel der Organisation ist die Verbesserung der Situation von Frauen und Kindern in Hochgebirgsregionen, die Entwicklung des Bergsteigens und des Tourismussektors, die Förderung der Frauen in Nepal und die Unterstützung von Bergsteigern und ihren Familien.